# Night Changes
"Night Changes" é uma canção gravada pela boy band britânica-irlandesa One Direction, para o quarto álbum de estúdio da banda, Four (2014). Foi composta por todos os membros da banda juntamente de Jamie Scott, Julian Bunetta e John Ryan, enquanto a produção ficou a cargo dos dois últimos. A canção foi lançada como segundo single do álbum em 14 de novembro de 2014, através da Syco Music e Columbia Records.

## Antecedentes
"Night Changes" foi anunciada como segundo single do álbum Four durante uma entrevista com Scott Mills. A canção foi lançada em 14 de novembro de 2014, três dias depois do lançamento do álbum.

## Vídeo musical
O vídeo musical para "Night Changes" foi lançado em 21 de novembro de 2014 e dirigido por Ben Winston.
O clipe simula um encontro entre os meninos da boy band (todos eles em diferentes situações). As cinco namoradas estão em um lugar em cinco locais diferentes: 
- o encontro do Zayn acontece em um restaurante italiano (que, aparentemente, é dele); ele cumprimenta os cozinheiros nas costas e apresenta a sua namorada para um garçom;
- Louis perto de um carro com sua namorada;
- Niall jogando Monopoly com sua namorada, ao lado de uma lareira;
- Harry em uma pista de patinação;
- e Liam  em um parque de diversões com sua namorada.

A cada vez que o vídeo avança, eles vão da melhor para a pior:
- o x-namorado da namorada de Zayn vem e derrama a água e comida em Zayn, que pede a ela para sair; Zayn olha com descrença.
- em seguida, Harry vê um casal que faz uma manobra na pista de gelo e tenta fazê-lo com a sua namorada, mas ambos acabam sendo feridos.
- Liam e sua namorada vão brincar em um brinquedo no parque, mas Liam fica enjoado e vomita no chapéu de sua namorada.
- Niall acende a sua lareira, mas sua camisola pega fogo e ele pega uma toalha para apagar o fogo, mas deixa um jarro cair e mancha o vestido de sua namorada.
- Por fim, Louis é parado pela polícia, que pede a ele para sair do carro; Louis brinca com o policial, o que lhe desagrada e prende Louis; a namorada de Louis vê na parte de trás do carro o carro da polícia se dirigindo para longe dela.

## Desempenho nas tabelas musicais
| Tabela musical (2014-2015)         | Melhor posição |
| ---------------------------------- | -------------- |
| Alemanha (Media Control Charts)    | 79             |
| Austrália (ARIA)                   | 33             |
| Canadá (Canadian Hot 100)          | 20             |
| Espanha (PROMUSICAE)               | 48             |
| Estados Unidos (Billboard Hot 100) | 31             |
| Estados Unidos (Pop Airplay)       | 13             |
| França (SNEP)                      | 106            |
| Irlanda (IRMA)                     | 13             |
| Reino Unido (OCC)                  | 7              |